# 夏军
夏军（1977年2月10日—） ，中国足球裁判，南京大学体育部讲师，毕业于南京体育学院。2013年起成为中超联赛主裁判，隶属南京足协。夏军执法的第一场中超比赛是2013年5月12日中超第9轮长春亚泰与贵州人和的比赛。

## 轶事
2013年中国足球乙级联赛的揭幕战山东滕鼎和呼和浩特东进的比赛，中国足协安排夏军出任主裁判。这时夏军刚刚提拔为中超主裁判。
2013年6月21日，2013年中国足球超级联赛第13轮上海申花主场对大连阿尔滨的比赛，补时阶段主队用刘佳燊替下菲拉斯·哈蒂布。夏军一时失误，忘记让哈蒂布离开场地，场上出现了申花12打11的局面，客队抗议后，夏军向哈蒂布出示黄牌并让其离开场地。6月30日，第15轮天津泰达对上海申鑫的比赛中，泰达球员聊博超躲闪不及，撞到了夏军，把他的哨子撞飞了。夏军不再理会比赛，转而低头在泰达队的禁区里找哨子，双方球员都帮他找，最后聊博超捡到哨子还给了夏军。